# Soling
El veler de la classe Soling és un veler esportiu amb quilla, de classe internacional per a tres tripulants i amb una eslora de 8,20 metres.
Va ser classe internacional ISAF des del 1967, va ser classe olímpica des del 1972 fins al 2000.